# Википедия на языке малаялам
Малаяламская Википедия (малаял. മലയാളം വിക്കിപീഡിയ) — раздел Википедии на языке малаялам. Был запущен 21 декабря 2002 года. На 23 апреля 2011 года содержал 17 688 статей. Показатель «глубины» раздела равен 302,9, это один из крупнейших показателей среди разделов с размером от 10 000 до 1 000 000 статей.

## История
Википедия на языке малаялам была создана по инициативе студента Винода Менона (Vinod Menon M.P.) 21 декабря 2002 года. В течение последующих двух лет он оставался ключевым автором раздела, а сам раздел развивался довольно медленно. Почти все участники малаяламской Википедии на тот момент были представителями народа малаяли, жившими за пределами штата Керала в Индии, где живут большинство носителей этого языка. Развитие раздела затрудняло отсутствие Юникод-стандарта для языка малаялам.
К середине 2004 года Юникод и инструменты ввода приобретают популярность. Получает распространение ведение блогов на малаялам. Эти инструменты используются и для работы в Википедии. Таким образом к декабрю 2004 года число статей достигает 100. В середине 2005 года наблюдается приток участников, а в сентябре 2005 года появляется первый администратор. Через месяц он становится бюрократом, и, таким образом, и данный раздел становится самодостаточным в плане управления.
Первым крупным СМИ, написавшим о малаяламской Википедии, стала ежедневная газета Mathrubhumi, написавшая о проекте 2 сентября 2007 года в рамках своего Sunday Supplement. Это вызвало значительный интерес к проекту, и увеличение числа участников.
По мере увеличения числа статей предпринимались меры по увеличению качества статей. Когда раздел преодолел рубеж в 10 000 статей 1 июня, ряд печатных и онлайн-газет написали об этом.
- 10 апреля 2006 — 500 статей.
- Сентябрь  2006 —  1000 статей.
- 15 января 2007 — 2000 статей.
- 30 июня 2007 — 3000 статей.
- 23 июля 2012 — 25 000 статей
- Апрель 2013 - 30 000 статей.